# الرب فقط من يغفر (فلم)
الرب فقط من يغفر (بالإنجليزية: Only God Forgives) هو فيلم جريمة أُصدر في الدنمارك وتايلاند. الفيلم من إخراج نيكولا واندينغ رفن وبطولة رايان غوسلينغ وكريستين سكوت توماس.

## طاقم التمثيل
- رايان غوسلينغ
- كريستين سكوت توماس
- راثا فونغام
- توم بورك

## وصلات خارجية
- مقالات تستعمل روابط فنية بلا صلة مع ويكي بيانات